# Elisabeth Jeanne de Cerjat
Elisabeth Jeanne de Cerjat (* 2. Januar 1769 in Louth (Lincolnshire); heimatberechtigt in Moudon; † 22. August 1847 in Lausanne, Schweiz) war eine Schweizer Wohltäterin und Gründerin des Asile des Aveugles in Lausanne.

## Leben
Elisabeth Jeanne de Cerjatr war die Tochter des Jean-François Maximilien de Cerjat und der Marguerite-Madeleine Stample. Ihr Vater wohnte in England und war dort Staatsbürger. Im Alter von elf Jahren kehrte sie an die Waadt zurück und liess sich in Lausanne nieder. Sie war mit ihrer Schwester Sabine in der Armenhilfe tätig und blieb unverheiratet.
Im Jahr 1842 wurde de Cerjat in Heidelberg am grauen Star operiert. Danach wollte sie auch Sehbehinderten helfen. Sie nahm mit Frédéric Recordon Verbindung auf, der 1840 ein kleines Ambulatorium für Augenkranke gegründet hatte. Mit William Haldimand gründete de Cerjat 1843 das «Asile des Aveugles» in Lausanne. Zum Stiftungsvermögen steuerte sie 4'000 Franken bei, von Haldimand kam eine weit höherer Anteil.

## Belege
1. 1 2  Denis Tappy: Elisabeth Jeanne de Cerjat. In: Historisches Lexikon der Schweiz.  4. September 2003.

| Personendaten    | Personendaten                                |
| ---------------- | -------------------------------------------- |
| NAME             | Cerjat, Elisabeth Jeanne de                  |
| KURZBESCHREIBUNG | Schweizer Wohltäterin                        |
| GEBURTSDATUM     | 2. Januar 1769                               |
| GEBURTSORT       | Louth (Lincolnshire), Vereinigtes Königreich |
| STERBEDATUM      | 22. August 1847                              |
| STERBEORT        | Lausanne, Schweiz                            |